# Lịch sử văn học

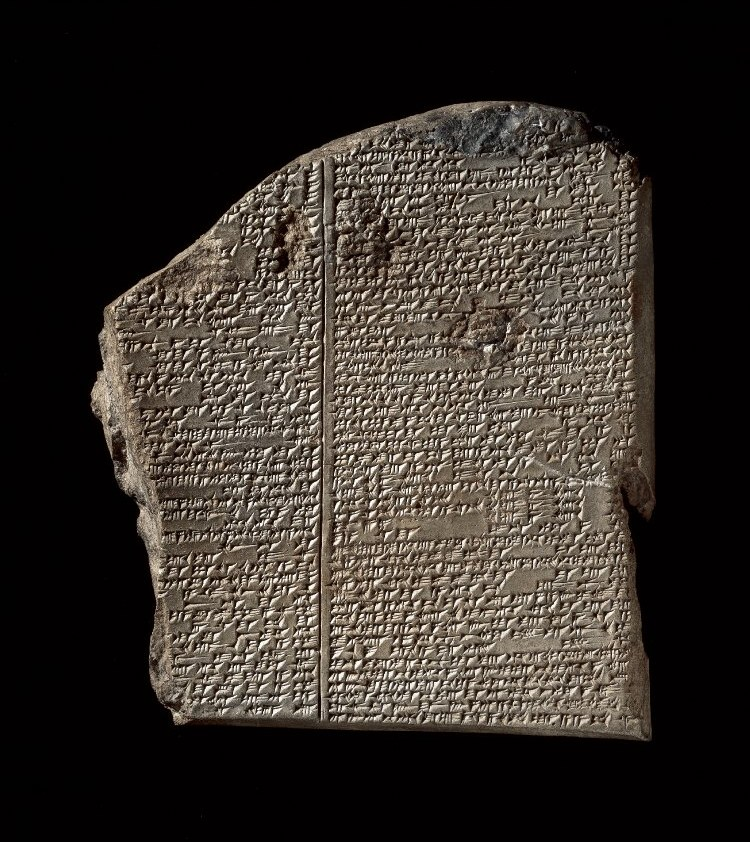
Một tấm bia đá chứa một phần của Sử thi Gilgamesh

Lịch sử văn học là lịch sử sự phát triển của các tác phẩm văn xuôi hay thơ ca; nhằm mang đến sự giải trí, khai sáng, truyền đạt kiến thức cho người đọc, người nghe, người quan sát, và sự phát triển của phương pháp truyền tải các thông điệp để tạo sự liên kết giữa các phần với nhau.

## Sự ra đời của chữ viết

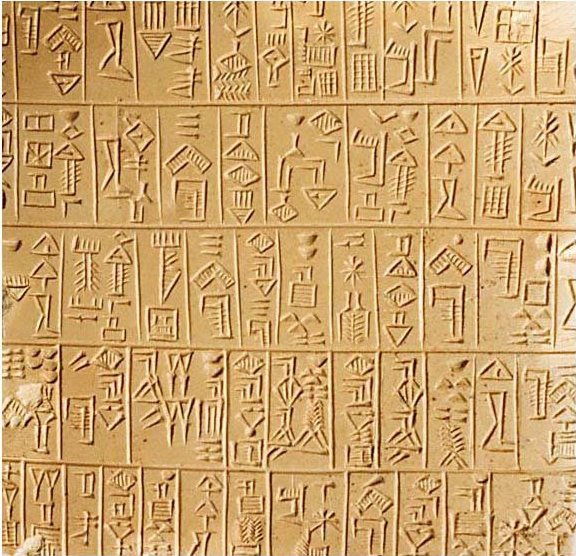
Chữ hình nêm của người Sumer.

Chữ viết xuất hiện lần đầu tiên vào năm 3300 trước Công nguyên tại Sumer, trong thời kỳ có nhiều biến động sâu sắc trùng hợp với sự xuất hiện các đô thị. Những điều kiện chính trị, xã hội và văn hóa cần thiết cho việc phát minh ra nó lúc bấy giờ đã có đủ.
Tại miền Nam xứ này, thành phố Uruk phồn thịnh đã tiến hành buôn bán đường dài để nhập những nguyên liệu còn thiếu. Ngôi đền thờ thần hộ mệnh trở thành trung tâm hành chính lớn đặt dưới sự cai quản của một thủ lĩnh vừa nắm chính trị lẫn tôn giáo, gọi là "vua - giáo sĩ". Những người quản lý đền phải quản lý cả các hoạt động của nhân viên, tiền lương, việc xuất nhập trâu bò và hàng hóa. Vì trí nhớ con người có hạn nên cần phải tìm ra một hệ quy chiếu mới và thống nhất để ghi chép các thông tin truyền miệng. Chính vì thế nên đã xuất hiện chữ viết. Nó dùng hình ảnh để biểu thị các biểu tượng xã hội. Nhiều khái niệm mới vì vậy được miêu tả một cách trừu tượng ngay từ những thử nghiệm đầu tiên. Đó là trường hợp con vật được đếm nhiều nhất: con cừu. Từ này ban đầu được thể hiện bằng 1 chữ thập trong 1 hình tròn: đó là con vật trên bãi cỏ có hàng rào bao quanh. Là một phương tiện ghi nhớ đơn giản buổi đầu, chữ viết đã phát triển dần từng bước trong các thế kỷ tiếp theo về cả hình thức lẫn nội dung.
Song song với sự phát triển của nét chữ, các thư lại tìm cách nâng cao khả năng và hiệu lực của hệ chữ biểu ý bằng cách tạo ra các ký hiệu phức hợp. Để đơn giản hóa cách viết, đầu tiên người ta tìm cách giảm bớt số lượng ký hiệu, làm cho cùng một ký hiệu biểu ý được dùng để chỉ cả các hành động lẫn khái niệm gần nhau. Người đọc phải chọn lựa giữa nhiều nghĩa khác nhau bằng cách đối chiếu với văn cảnh, và điều này không phải lúc nào cũng dễ dàng. Để khắc phục khó khăn này, người ta nghĩ ra "các yếu tố xếp loại" đặt trước hay sau từ để chỉ khái niệm được thể hiện ấy thuộc loại nào : thần linh, con người, tinh tú, chim muông, xứ sở, v.v... Việc phiên các danh từ riêng và các liên hệ ngữ pháp buộc người ta tạo ra các ký hiệu thể hiện một âm thanh (những hình biểu âm) bằng cách làm cho các hình biểu ý bị tước bỏ mất nghĩa mà chỉ còn giữ lại âm của chúng. Phương pháp này giảm bớt được tổng số các ký hiệu, từ 900 vào thời Nguyên thủy giảm xuống còn 500 vào năm 2400 trước Công nguyên. Do đó có thể viết được những câu thể hiện mối quan hệ giữa các từ với nhau và diễn tả được mọi sắc thái của ngôn ngữ. Ngoài ra, nội dung của các văn bản cũng phong phú thêm, phản ánh những khả năng mới có thể tái tạo tất cả các yếu tố của ngôn ngữ Sumer.

## Từ sổ sách đến truyện kể
Những văn bản đầu tiên của văn học Sumer chỉ ghi lại những từ đơn giản và để cho người đọc tự bổ sung các yếu tố còn thiếu, xuất hiện vào thời kỳ các triều đại cổ xưa (khoảng năm 2700 TCN), bên cạnh các khế ước và các tài liệu về kinh tế khác.